# São João del-Rei
São João del-Rei ist eine Stadt und eine Gemeinde im brasilianischen Bundesstaat Minas Gerais. Sie liegt rund 900 Meter über dem Meeresspiegel und hat eine Bevölkerung von circa 80.000 Einwohnern auf einer Fläche von etwa 1.400 km². Die historische Stadt liegt 185 Kilometer von Belo Horizonte am Fuß der Serra do Lenheiro. São João del Rei liegt auf halbem Weg zwischen Rio de Janeiro und Belo Horizonte. Sie ist die südlichste der Barock-Städte.
Der Ort lebt von Bergbau und Industrie sowie vom Tourismus. Er ist Ausgangsort der Eisenbahnlinie nach Tiradentes (Minas Gerais), welche „Maria Fumaça“ genannt wird. Bekanntester Sohn der Stadt war der erste demokratisch gewählte brasilianische Präsident nach der Militärdiktatur 1985 Tancredo Neves, der allerdings bedingt durch eine schwere Krankheit und den schnellen Tod († 21. April 1985) sein Amt niemals antreten konnte.
Die historische Altstadt mit zahlreichen Sehenswürdigkeiten steht unter Denkmalschutz.

## Geschichte
Am 12. Oktober 1708 unterzeichnete der Bandeirante Manuel Borba Gato in São João del Rei eine Ausweisung des portugiesischen Viehzüchters und Möchtegern-Goldschürfers Nunes Viana aus dem Territorium von Minas Gerais und löste damit den ersten Bürgerkrieg der brasilianischen Kolonialgeschichte aus, genannt Guerra dos Emboabas (1708–1710).
Die aus São Paulo stammenden Bandeirantes und anderen Pioniere, welche das erste Gold in Minas Gerais entdeckt hatten, beanspruchten die Administration der Minen allein für sich und hatten, als geborene Brasilianer, besonders die adelig geborenen Portugiesen gemeint, die sich mit ihrem Adel die besten Pfründen zu sichern trachteten. Die Bandeirantes nannten sie abfällig „Emboabas“. Jener ausgewiesene Nunes Viana, ein reicher Großgrundbesitzer aus Bahia, stellte sich an die Spitze derjenigen, die man ebenfalls aus den Minengebieten vertrieben, oder denen man den Zugang verwehrt hatte und das waren nicht wenige. Nach dem Beispiel von Borba Gato machte man in allen Minengebieten von Minas Front gegen die „Emboabas“ und dieser Aufstand eskalierte zum ersten Krieg der brasilianischen gegen die portugiesischen Bürger und Adeligen.
Die Region um das heutige São João del-Rei nannte man zu dieser Zeit noch „Arraial Novo do Rio das Mortes“ (genannt nach dem Fluss, der den Ort durchquert). Am Ufer dieses Flusses spielte sich größte Drama des Emboaba-Krieges ab: die Gefolgsleute des adeligen Herrschers Nunes Viana überfielen die Bandeirantes und Paulistas überraschend während ihrer Schürfarbeit im Fluss und töteten sie. Die Geschichte spricht von 300 Toten, die den Fluss hinabtrieben. Dies ereignete sich im Januar 1709. Erst mit dem neuen Gouverneur António de Albuquerque Coelho de Carvalho gelang im Jahr 1710 die Wiederherstellung des Bürgerfriedens. Im Jahre 1713 erhielt São João del-Rei seinen Namen zu Ehren des Königs Johann V. von Portugal.

## Bistum São João del-Rei
- Bistum São João del Rei

## Historische Bauwerke
- 1721 errichtete man den Opfern des Emboaba-Krieges die erste Kirche, heute die Catedral Basílica de Nossa Senhora do Pilar
- São João del-Rei, 1957.1774 gab man dem behinderten Künstler Aleijadinho die Gelegenheit, sein Können an der Fassade der Kirche São Francisco de Assis unter Beweis zu stellen. Es wurde eines seiner großen Werke, mit vielen kreativen Details einzigartige Dokumente dieses eigenwilligen Genies.
- Historische Steinbrücken über den Fluss Corrego do Lenheiro aus dem 18. Jahrhundert (so die Gefängnisbrücke der Ponte da Cadeia)
- 1732 die Kirche Igreja Nossa Senhora do Carmo, mit einem unvollendeten Christus in der Sakristei, dessen Künstler unbekannt ist.
- Die historische Mina de Ouro Tancredo Neves ist ein schmaler Spalt, der 53 Meter tief in einen Felsen führt. Abgesehen von dem atemberaubenden Abstieg, ist diese Goldmine ein interessantes Beispiel für die hiesigen Bergbautechniken und sehr eindrucksvoll.

## Söhne und Töchter
- Tancredo Neves (1910–1985), Politiker
- Lucas Moreira Neves (1925–2002), katholischer Geistlicher, Erzbischof von São Salvador da Bahia und Kurienkardinal
- Tarcísio Sebastião Batista Lopes (1938–2001), Bischof von Ipameri
- João Bosco Oliver de Faria (* 1939), katholischer Geistlicher, emeritierter Erzbischof von Diamantina